# Carl Gustav Jochmann
Carl Gustav Jochmann (* 9. Februarjul. / 20. Februar 1789greg. in Pernau/Livland; † 24. Juli 1830 in Naumburg (Saale)) war ein deutschbaltischer Publizist.

## Leben
Carl Gustav Jochmann besuchte die Domschule in Riga. Von 1807 bis 1809 studierte er Rechtswissenschaften in Leipzig, Göttingen und Heidelberg. Von 1810 bis 1819 arbeitete er als Rechtsanwalt in Riga, unterbrochen durch einen Aufenthalt in England, wohin er sich angesichts der im Juli 1812 auf Riga vorrückenden napoleonischen Truppen geflüchtet hatte. Von 1819 bis 1822 bereiste er die deutschen Staaten, die Schweiz und Frankreich und hielt sich vor allem in Berlin, Dresden und Paris auf. 1822 ließ er sich in Karlsruhe nieder.
Jochmann war ein bedeutender politischer Publizist des Vormärz. Die meisten seiner Schriften mussten infolge des „Preßgesetzes“ der Karlsbader Beschlüsse anonym erscheinen. In seinen Essays, Glossen, Aphorismen und Briefen analysierte und kommentierte Jochmann die politischen und sozialen Verhältnisse in den deutschen Staaten. Wortgewandt und scharf kritisierte er deren Rückständigkeit im Vergleich mit dem revolutionären Frankreich und dem evolutionären England. Beide seien auf dem Weg zu bürgerlichen Freiheiten wesentlich weiter fortgeschritten als die im Spätabsolutismus verharrenden deutschen Staaten.
In seinem anonym erscheinenden Hauptwerk Über die Sprache (1828) bindet er die Analyse der politischen Zustände an den Zustand der Sprache, genauer an das Fehlen einer politischen Debattenkultur, wie er sie in den publizistisch (und eben deshalb politisch) fortgeschrittenen Staaten Frankreich und vor allem England verwirklicht sieht. Demgegenüber sieht er in Deutschland eine Dominanz der poetischen Sprache, die er als ursächlich für die Rückständigkeit der deutschen Verhältnisse ansieht. Mit diesem Werk fand Jochmann zur Zeit des Nationalsozialismus bei Werner Kraft und Walter Benjamin Aufmerksamkeit.
Im Jahr 1830 erschien in Carl von Rottecks Zeitschrift Allgemeine politische Annalen unter der Verfasserangabe X der Aufsatz „Über die Öffentlichkeit“. Darin setzt sich Jochmann für die Öffentlichkeit der Verwaltung ein (Verwaltungstransparenz), d. h. die Überwindung des Amtsgeheimnisses. Der Essay wurde 1833 von Heinrich Zschokke im dritten Teil der Zeitschrift Prometheus veröffentlicht.
Carl Gustav Jochmann wurde in Naumburg beigesetzt. Testamentarisch hatte er verfügt, dass nach seinem Tod sein Herz entnommen und seinem Freund, dem Kaufmann Konrad Heinrich von Sengbusch in Riga, geschickt werde. Seit 2015 wird die restaurierte Vase mit der Aufschrift „Cor Jochmanni“ (Jochmanns Herz) im Kreuzgang des Doms zu Riga aufbewahrt.

## Werke (in chronologischer Reihenfolge)
- Briefe eines homöopathisch Geheilten an die zukünftigen Widersacher der Homöopathie. Christian Friedrich Winter, Heidelberg 1829 (Digitalisat).
  - Uwe Pörksen (Hrsg.):  Briefe eines homöopathisch Geheilten an die zukünftigen Widersacher der Homöopathie. Nachdruck. Winter, Heidelberg 1994, ISBN 978-3-8253-0273-3.
- Die Hierarchie und ihre Bundesgenossen in Frankreich. Beiträge zur neuern Kirchengeschichte. Heinrich Remigius Sauerländer, Aarau 1823 (Digitalisat).
- Betrachtungen über den Protestantismus. Christian Friedrich Winter, Heidelberg 1826 (Digitalisat).
- Über die Sprache. Christian Friedrich Winter, Heidelberg 1828 (Digitalisat).
  - Christian Johannes Wagenknecht (Hrsg.): Über die Sprache. Faksimile nach der Originalausgabe mit Schlabrendorfs Bemerkungen über Sprache und der Jochmann-Biographie von Julius Eckardt. Vandenhoeck u. Ruprecht, Göttingen 1968.
- Carl Gustav Jochmann's, von Pernau, Reliquien. Aus seinen nachgelassenen Papieren. Gesammelt von Heinrich Zschokke. Ribler, Hechingen 1836–1838 (3 Bände) (Digitalisat).
- Die Rückschritte der Poesie und andere Schriften. Hrsg. von Werner Kraft. Frankfurt a. M.: Insel Verlag 1967. (sammlung insel. 26.)
- Die Rückschritte der Poesie. Mit Einleitung und ergänzenden Quellentexten von C. G. Jochmann, G. Vico und W. Jones, Bibliographie und Register herausgegeben von Ulrich Kronauer. Hamburg 1982.
- Die unzeitige Wahrheit. Aphorismen, Glossen und der Essay „Über die Öffentlichkeit“. Herausgegeben, erläutert und mit einer Lebenschronik und einem Register versehen von Eberhard Haufe. Gustav Kiepenheuer Verlag, Leipzig und Weimar, 3. Auflage, 1990.
- Peter König (Hrsg.): Gesammelte Schriften.
  - Band I: Über die Sprache. Winter, Heidelberg 1998, ISBN 978-3-8253-0818-6.
  - Band VI-I: Briefe eines Homöopathischgeheilten an die zukünftigen Widersacher der Homöopathie. Winter, Heidelberg 2010, ISBN 978-3-8253-5821-1.
- Robespierre. Winter, Heidelberg 2009, ISBN 978-3-8253-2009-6.